# 599
سنة 599 م وفيها:

## مواليد
- 17 مارس - علي بن أبي طالب رابع الخلفاء الراشدين وأول الأئمة عند الشيعة، ابن عم الرسول محمد بن عبد الله. (توفي 661).
- الإمبراطور تايزونج
- الأشعث بن قيس
- سعد بن أبي وقاص